# Mariakapel (Berg, Geulhemmerweg)

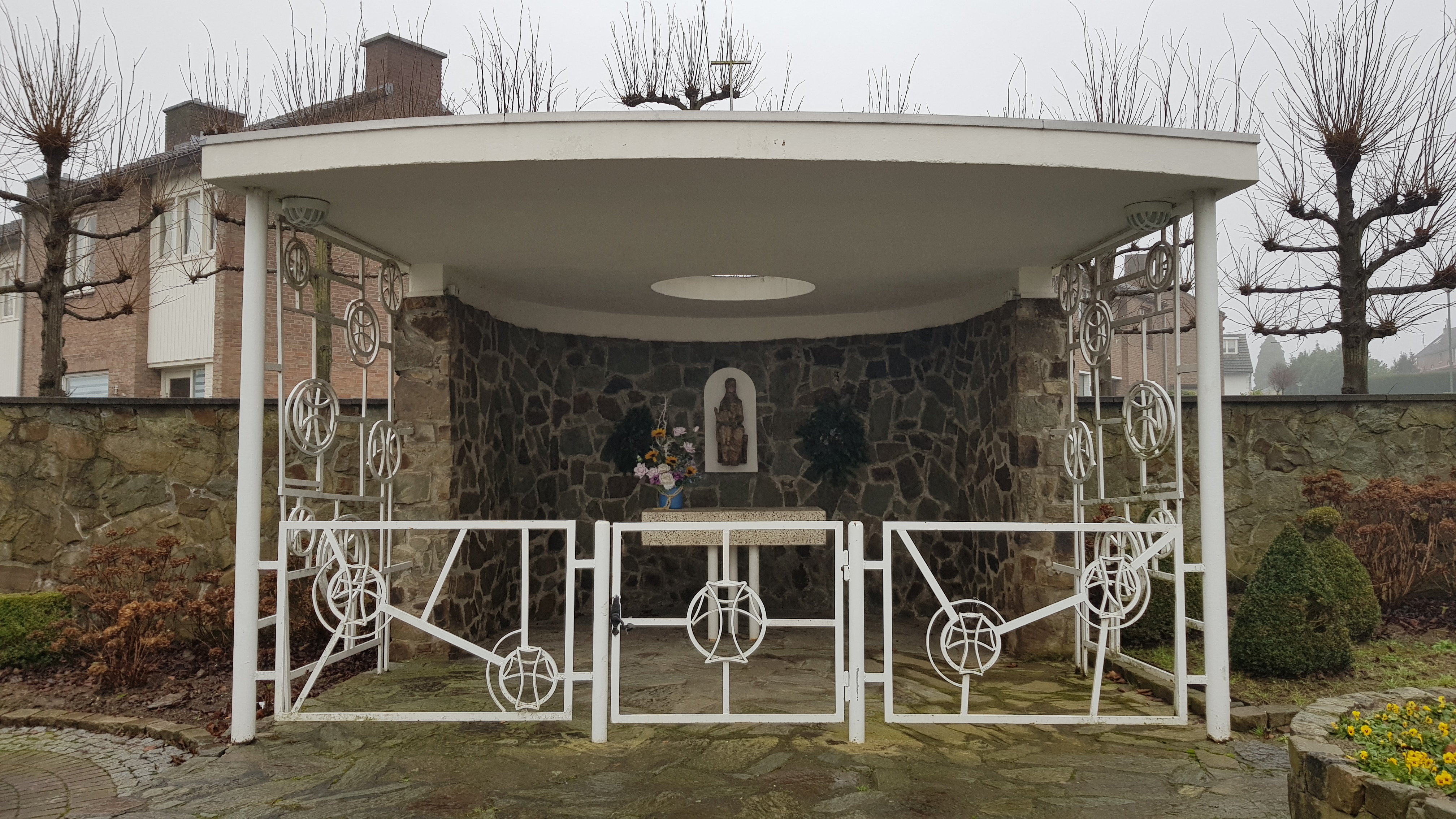
De Mariakapel

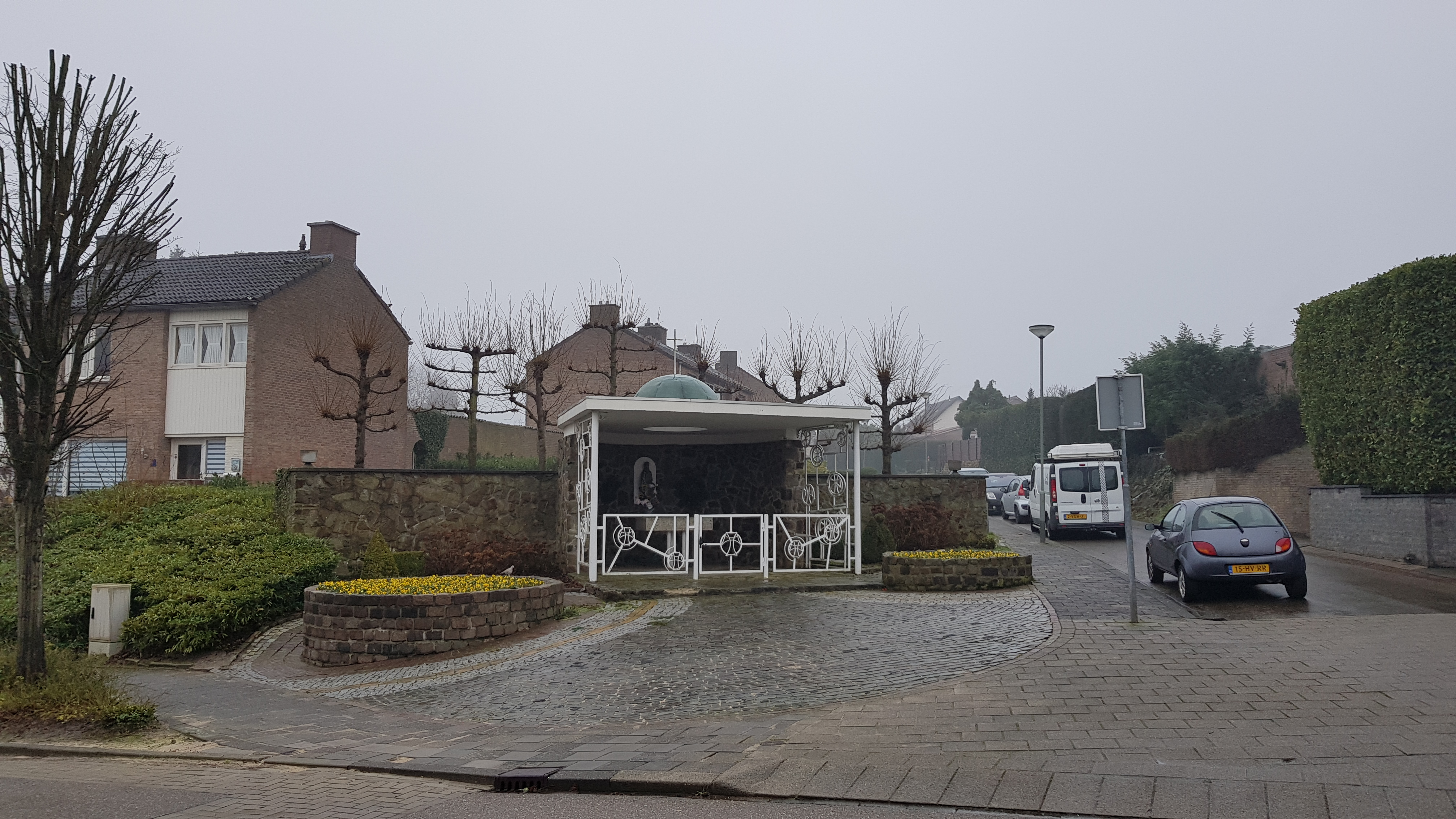
De Mariakapel met omgeving

De Mariakapel is een kapel in Berg in de Nederlands Zuid-Limburgse gemeente Valkenburg aan de Geul. De kapel staat in het westelijk deel van het dorp op de hoek van de straten Geulhemmerweg en Kleinstraat.
Elders in het dorp bevindt zich een tweede Mariakapel.
De kapel is gewijd aan Maria.

## Bouwwerk
De zeer open kapel is ingebouwd in een muur van gemetselde natuursteen en wordt aan de voorzijde geflankeerd door twee ronde bloembakken eveneens in gemetselde natuursteen. De kapel bestaat in de voorste helft aan de zijkanten uit hoog wit siersmeedwerk en twee ronde smalle pijlers op de hoeken, terwijl het achterste deel een massieve halfronde achterwand van gemetselde natuursteen heeft. Aan de voorzijde is enkel laag wit siersmeedwerk geplaatst. Het geheel wordt gedekt door een plat luifeldak van beton. Midden in dit luifeldak is een rond lichtgat aangebracht waarboven een kleine koperen koepel geplaatst is met daarop een slank metalen kruis.
Van binnen is de kapel bekleed met gemetseld natuursteen. Midden in de kapel is onder het lichtgat op drie metalen buizen een altaar geplaatst. Het Mariabeeld met kindje Jezus is tegen de achterwand geplaatst en is van de hand van kunstenaar Frans Gast.